# Éditions Michel Quintin
Fondées en 1982, les Éditions Michel Quintin se sont d’abord spécialisées dans l’édition de livres sur les animaux, la nature et l’environnement. La maison produit depuis plusieurs années des romans de tous genres pour jeunes et adultes, ainsi que des guides pratiques. Elle compte plus de 600 titres à son catalogue auxquels s’ajoutent environ 50 nouveautés par année.

## Siège social
Le siège social de l'entreprise est situé dans la ville de Waterloo dans la province de Québec au Canada.

## Quelques exemples de séries et de collections
Dans leur catalogue de 2014-2015, les Éditions Michel Quintin recense plus d'une trentaine de séries et de collections différentes.

### Billy Stuart
Lancée en 2011, cette collection pilotée par l'auteur Alain M. Bergeron et l'illustrateur Sampar met en scène le raton laveur Billy Stuart qui rêve de devenir comme son grand-père, un téméraire aventurier. Quand le jeune raton laveur apprendra que ce dernier a découvert un moyen de voyager dans le temps, il se lancera sur ses traces. En plus d'avoir été traduites dans plusieurs langues, cette série fut récipiendaire de plusieurs prix (Prix Hackmatak, Prix Tamarac, Prix de la Société Alcuin pour l’excellence de la conception graphique du livre au Canada, Prix du grand public Salon du livre de Montréal / La Presse),.

### Les Dragouilles
Lancée en 2010, cette collection est écrite par Karine Gottot et illustrée par Maxim Cyr. Dans un univers humoristique peuplé de bandes dessinées, de chroniques, de défis et de trucs inusités, les lecteurs côtoient des personnages au croisement d'une patate et d'un dragon. Cette collection est notamment récipiendaire du Prix Hackmatak (2013) et du prix Tamarac Express (2011 et 2012).

### Savais-tu?
Lancée en noir et blanc en 2001 et en couleur en 2008, cette collection regroupe des documentaires animaliers écrits par Alain M. Bergeron, Michel Quintin et Sampar, ce dernier illustrant aussi tous les titres. Regroupant plus de 60 titres, cette collection a été vendue à plus de 600 000 exemplaires à travers le monde, traduite en anglais, en espagnol, en néerlandais, en japonais et en coréen en plus d'être sélectionnée à maintes reprises dans le Palmarès des livres préférés des jeunes de l'organisme Communication-jeunesse. En 2024, on annonce qu'une adaptation en dessin animé sera produite par Happy Camper Média. 

## Auteurs
Plus de quatre-vingt-quinze auteurs et illustrateurs font publier leurs livres dans cette compagnie. 

### Alain M. Bergeron (auteur)
- Alexandre
- Billy Stuart
- Savais-tu ?
- Savais-tu ? En couleurs

### Fredrick d'Anterny(auteur)
- Béa et Mia
- Les Messagers de Gaïa

### Karine Gottot (auteur)
- Les Dragouilles
- Hop
- Les Mutamatak

### Maxim Cyr (illustrateur)
- Les Dragouilles
- Hop
- Victor et Igor

### Danielle Goyette (auteur)
- Québec insolite
- As-tu peur ?

### Louis Lymburner (auteur)
- Will Ghündee

### Sampar (auteur et illustrateur)
- Alexandre
- Billy Stuart
- Guiby
- Savais-tu ?
- Savais-tu ? En couleurs
- Luna
- biographie samuel parent

### Élodie Tirel(auteur)
- Luna (L'Elfe de lune)
- Zâa
- É-Den
- Mémoris
- Quarte
- Espilon

### Jean-Nicholas Vachon (auteur)
- Le Voleur de voix
- Minuit 13

### Velm (Auteure/Illustratrice)
- La première
- L'Agraoba